# نهب (فرعون)
نهب (انگلیسی: Neheb) یکی از فرعون‌های مصر بود. به نام او در سنگ پالرمو (ستون سنگی که مربوط به پادشاهی کهن مصر است) اشاره شده‌است.